# A Portland Streetcar körjáratai
Az Oregon állambeli Portland A és B jelzésű villamosai körjáratként közlekednek; az A vonal a NW 9th & Lovejoy, a B pedig a NW 11th & Marshall megállótól indul. A Broadway hídon áthaladva érintik a középkeleti ipari parkot, majd a Tilikum Crossingon áthaladva visszatérnek kiinduló megállójukhoz. A 9,8 kilométer hosszú A járat az óramutató járásával megegyezően, a 10,6 kilométer hosszú B pedig azzal ellentétesen közlekedik.
A projekt alapkőletétele 2009-ben volt, az első, 5,3 kilométeres szakaszt 2012. szeptember 22-én adták át. 2015-ig CL (Central Loop) jelzéssel közlekedtek.

## Története

### Tervezése
Az 1988-as fejlesztési tervre hivatkozva 1990-ben egy tanácsadó testület Portland városát egy belvárosi villamosvonal megnyitására ösztönözte. 1997 júliusában megkezdődött a Central City Streetcar (NS viszonylat) kivitelezése. Ekkorra megkezdődtek a Willamette folyón való átvezetésről szóló tárgyalások, és kétszázezer dollárt különítettek el, hogy a Hawthorne híd külső sávjaiban villamosvágányokat alakítsanak ki. Az 1998 márciusában lezárt hidat előkészítették a vágányok fogadására és 1999 áprilisában nyitották meg újra. A Lloyd negyed 2001 júliusában közzétett fejlesztési tervében egy modern átszállópont kialakítása is szerepelt. Javasolták, hogy a villamosokat a Broadway hídon vezessék át, ahol 1913 és 1940 között is közlekedtek.
2003 februárjában a Portland Streetcar és a TriMet illetékesei a Hawthorne híd helyett a létesítendő új átkelő (Tilikum Crossing) használatát javasolták. A júliusban közzétett megvalósíthatósági tanulmány szerint a nyugat–kelet irányú viszonylatot a Gyöngynegyedből a Lloyd negyedbe, majd onnan a Hawthorne sugárútig érdemes megvalósítani. A déli–nyugati irányú átvezetés nyomvonala a leendő híd megépítésétől függött; 2008-ban úgy döntöttek, hogy az első fázis részeként az Oregoni Ipartudományi Múzeumig 5,3 kilométer vágányt építenek, majd a második fázist az új híd megnyitásakor valósítják meg.

### Finanszírozása és építése
A Metro regionális kormányzat a keleti hosszabbítás megépítésének átdolgozott változatát 2006. július 20-án, a városi képviselő-testület pedig 2007 szeptemberében engedélyezte. A projekt költségét a járművásárlással együtt 148,8 millió dollárra becsülték; ebből 27 milliót Portland városa, húszmilliót Oregon állam biztosított; 15,5 milliót a városrehabilitációs körzet bevételeiből csoportosítottak át, a fennmaradó költségeket pedig más helyi és regionális forrásokból finanszírozták. 2009. április 30-án Ray LaHood, az USA közlekedési minisztere 75 millió dollárnyi szövetségi támogatás, az igényelt összeg 100%-ának megítélését jelentette be. Ez volt a Small Starts alap által támogatott első projekt azóta, hogy az Obama-kormány eltávolodott a Bush-kormány gyakorlatától (utóbbi a támogatásokat a hosszú vonalak utazási ideje alapján ítélte oda). Az Earl Blumenauer és Peter DeFazio képviselők közbenjárására megítélt támogatásnak köszönhetően elindulhatott az építkezés.
2007 januárjában a Transport Equality Act részeként megítélt négymillió dollárból az Oregon Iron Worksöt kérték fel egy prototípus jármű megépítésére, amelyet 2009. június 1-jén mutatott be leányvállalatuk, a United Streetcar. Augusztusban a város húszmillió dollárért hat járművet rendelt a keleti hosszabbításra, de 2011 júliusában a költségek növekedése miatt a szerződést öt darabra csökkentették. A járművek hajtásrendszerét a Škoda szállította, a villamosok a műszaki teszteken végül ennek hibája miatt buktak meg. A város ezután az osztrák Elinnel szerződött, azonban a felépítésbeli módosítások a költségek növekedését és öt hónapos késést okoztak.
A projekt alapkőletétele 2009. június 25-én volt. A Stacy and Witbeck a munkálatokat augusztusban kezdte; a vágányokat négyhetente 3–4 utcasarkonként fektették le. Az ágyazat 2,4 méter széles és 36–46 centiméter mély. A Broadway hidat 2010 júliusa és szeptembere között lezárták; az egyensúly megmaradása miatt a burkolatot könnyebb, szálerősített betonra cserélték. A Gyöngynegyedben a vágányok lefektetésekor az utcákat egyirányúsították. A Lovejoy utcai hídrámpát 2010 novemberében adták vissza a forgalomnak. Délkelet-Portlandben a pálya átvezetésére 130 méteres hidat építettek. A felsővezeték-hálózatot 2012 áprilisában helyezték áram alá, majd a tesztelés a megnyitóig folytatódott.

### Megnyitás és a hurok bezárása
A 28 megállós, 5,3 kilométeres keleti hosszabbítást 2012. szeptember 22-én adták át; ekkor a már létező viszonylat az NS, az új pedig a CL jelzést kapta. A CL viszonylat a keleti hosszabbítás mellett a 10. és 11. sugárúton összesen 7,2 kilométert tárt fel, a Market és Northrup utcákon pedig az NS-sel közös pályán haladt. A költségvetés csökkentése és a szállítások késlekedése a vonal a 12, majd 15 perces helyett 18 perces követéssel indult. A szolgáltató kénytelen volt a teljes flottát forgalomba adni, ami késésekhez vezetett. A villamosokat sokan kritizálták megbízhatatlanságuk és lassúságuk miatt: Joseph Rose, a The Oregonian újságírója a villamost csigalassúnak nevezte, mert úti célját hamarabb elérte gyalogosan, mint villamossal. A hosszabbításra rendelt járművek első példánya 2013 januárjában érkezett meg a szolgáltatóhoz és június 11-én állt forgalomba. A Free Rail Zone díjmentes övezet felszámolását követően a viteldíj egy dollár volt. Kezdetben a 6-os buszt ritkították volna, de a visszajelzések alapján inkább sűrítették.
A hurok déli végének lezárására irányuló második fázisra a Tilikum Crossing átadásával kerülhetett sor, amikor az Oregoni Ipartudományi Múzeum és South Waterfront városrész közötti vágányokat építették ki. A 6,7 millió dolláros projekt részét képezte az autostop kiépítése is. A hurokvágányok építése 2013 augusztusában kezdődött, majd szeptember–októberben kiépítették az új híd vágánykapcsolatait. A kivitelezés alatt pótlóbuszok közlekedtek. 2015. június 26-a és augusztus 17-e között a Hawthorne híd festése miatt a viszonylaton szünetelt a forgalom.
A 2015. augusztus 30-án életbe lépett ideiglenes menetrendekben a CL helyett az A és B viszonylatjelzéseket alkalmazták. A két vonalat a már létező vágányokon a 10. sugárúttól a Moody és Meade utcákig hosszabbították, majd a Tilikum Crossing kéthetes próbája következett. Az A és B jelzéseket hivatalosan 2015. szeptember 12-én, az új híd átadásakor vezették be.

### Hatása és további fejlesztések
A város és a szolgáltató vezetői szerint a villamos hatására a Lloyd negyedben számos fejlesztés (például a kongresszusi központhoz kapcsolódó Hyatt Regency Portland szálloda vagy a Hassalo on Eighth lakó- és kereskedelmi létesítmény építése) valósult meg. Az Oregoni Ipartudományi Múzeum bővítési terveit már 2008-ban bejelentették; a villamos meghosszabbítása előtti napon alelnökük reményét fejezte ki, hogy a vonal jó hatással lesz a térségre. 2021 decemberében benyújtották az „OMSI District” javaslatukat, melynek részeként tíz utcasarok kiterjedésben 1200 lakás és számos iroda létesülne. A Transportation Research Recordban 2018-ban közzétett tanulmány szerint míg Multnomah megye többi részén 2006 és 2013 között a foglalkoztatottság csak nyolc százalékkal, addig a villamos lefedettségi területén 22%-kal nőtt.
2020 februárjában a város bejelentette a tömegközlekedés felgyorsítására irányuló Rose Lane projektet, melynek részeként felszíni parkolóhelyeket számolnak fel és áthangolják a lámpákat, valamint egyes térségekben a villamossínekről kitiltják az autóforgalmat. Utóbbi törekvést októberben a Portlandi Közlekedési Hivatal a város más részeire is kiterjesztette. Az október 7-én kezdődő munkálatok négy hétig tartottak.
2022 áprilisában Portland városa szerződésszegés miatt keresetet nyújtott be a TriMet, valamint a Stacy and Whitbeck ellen, mivel szerintük előző nem kellő mértékben felügyelte utóbbit, és a nem megfelelő mértékű munkavégzés falrepedéseket és más problémákat okozott.

## Útvonala
Az A és B viszonylatok körjáratként közlekednek Portland központi városrészeiben (belváros, Gyöngynegyed, Lloyd negyed, Central Eastside és South Waterfront). A 9,8 kilométer hosszú A járat az óramutató járásával megegyezően, míg a 10,6 kilométer hosszú B azzal ellentétesen közlekedik. A Market utcából a belvároson át a 10. és 11. sugárutakon érkezik a Gyöngynegyedbe, majd a Lovejoy utcán keletre fordulva a Broadway hídon keresztezi a Willamette folyót. A túlparton a B vonal a Grand Avenue-n jobbra, míg a B a 7. sugárúton balra kanyarodik, végül a vonalpár a Stephens utcai hurokvágányoknál találkozik újra, majd a Harrison utcai felüljárón az Oregoni Ipartudományi Múzeumhoz érkezik.
A múzeumtól a villamosok a MAX narancssárga vonallal közös vágányokon, a Tilikum Crossingon tér vissza a folyó túlsó felére. A tram-train és a villamos a négy vágányos South Waterfront/South Moody megállóhelynél válik szét újra (de a villamosok itt nem állnak meg), ahonnan a villamos a Moody sugárút nyugati oldalán halad a RiverPlace elé. A River Parkwayen keresztül a viszonylatpár az 5. sugárúthoz érkezik, ahol újra szétválnak; az A vonal a PSU Urban Plazát átlósan keresztezi, a B pedig az 5. sugárútra fordul. Innen az A a Mill utcáról a 10. sugárútra kanyarodik, míg a B a Market utcán át visszatér a 11. sugárútra.
| A vonal | B vonal |
| --- | --- |
| NW 9th & Lovejoy – NW Lovejoy St – NW Broadway Bridge – Willamette River – N Broadway – N Weidler St – NE 7th Ave – NE Oregon St – NE Martin Luther King Jr Blvd – NE M L King Jr & Hoyt – Oregon Convention Center – SE Water/OMSI – Oregon Museum of Science and Industry – Tilikum Crossing – Willamette River – SW Moody & Meade – SW Moody Ave – SW River Pkwy – SW Harrison St – SW 4th Ave – SW Montgomery St – PSU Urban Center – SW Mill St – SW 10th Ave – Art Museum – Central Library – NW 10th Ave – NW Lovejoy St – NW 9th & Lovejoy | NW 9th & Lovejoy – NW 10th Ave – NW Northrup St – NW 11th Ave – SW 11th Ave – SW Market St – SW 5th Ave – PSU Urban Center – SW Montgomery St – SW 4th Ave – SW Harrison St – SW River Pkwy – SW Moody Ave – SW Moody & Meade – Tilikum Crossing – Willamette River – SE Water/OMSI – Oregon Museum of Science and Industry – SE Grand Ave – NE Grand Ave – NE Grand & Hoyt – Oregon Convention Center – NE Broadway St – N Broadway – NW Broadway Brige – Willamette River – NW Lovejoy St – NW 9th & Lovejoy |

## Megállóhelyei
A viszonylat 52 megállójából 24 az NS vonaléval közös. Minden megállóhely akadálymentesített, valamint indulásjelző kijelzővel és jegyautomatával felszerelt.
Az A vonal az óramutató járásának megfelelően (a táblázatban lefelé nyíllal jelölve), a B pedig azzal ellentétesen (a táblázatban felfelé nyíllal jelölve) közlekedik.
| A és B körjárat (►NW 9th & Lovejoy) | |                                                                            |
| Megállóhely                         | Átszállási kapcsolatok                                                                                           | Létesítmények                                                              |
| NW 9th & Lovejoy végállomás         | Amtrak Cascades, Coast Starlight, Empire Builder 1, 5, 7, Cascades POINT, Central Oregon Breeze, NorthWest POINT | Portland Union Station, Jamison Square                                     |
| NE Broadway & Ross                  | 4, 17, 44, 157                                                                                                   | Portlandi Iskolakerület                                                    |
| (↓) NE Weidler & 2nd                | 17 | Öregek otthona                                                             |
| (↑) NE Broadway & 2nd               | 6, 17 |                                                                            |
| (↓) NE Weidler & Grand              | 6, 17 |                                                                            |
| (↑) NE Grand & Broadway             | 6, 17 |                                                                            |
| (↓) NE 7th & Halsey                 | |                                                                            |
| (↑) NE Grand & Multnomah            | 6 |                                                                            |
| (↓) NE 7th & Holladay               | MAX kék, piros és zöld vonalak                                                                                   | Oregoni Környezetvédelmi Hivatal                                           |
| (↑) NE Grand & Holladay             | 6 |                                                                            |
| (↓) NE Oregon & Grand               | |                                                                            |
| (↑) NE Grand & Hoyt                 | 6 |                                                                            |
| (↓) NE M L King & Hoyt              | 6 | Oregoni Kongresszusi Központ                                               |
| (↑) SE Grand & E Burnside           | 6 | Third Rail Reportery Színház                                               |
| (↓) SE M L King & Stark             | 6 |                                                                            |
| (↑) SE Grand & Stark                | 6 |                                                                            |
| (↓) SE M L King & Morrison          | 6 |                                                                            |
| (↑) SE Grand & Belmont              | 6 |                                                                            |
| (↓) SE M L King & Taylor            | |                                                                            |
| (↑) SE Grand & Taylor               | 6 |                                                                            |
| (↓) SE M L King & Hawthorne         | |                                                                            |
| (↑) SE Grand & Hawthorne            | 6, 15 | Multnomah megyei Pénzügyi Hivatal                                          |
| (↓) SE M L King & Mill              | 30 |                                                                            |
| (↑) SE Grand & Mill                 | 30 |                                                                            |
| SE Water/OMSI                       | MAX narancssárga vonal                                                                                           | Oregoni Vasúttörténeti Múzeum, Portland Opera                              |
| SW Moody & Meade                    | MAX | Oregoni Egészségtudományi Egyetem                                          |
| SW Harrison Street                  | NS 38, 45, 55, 92                                                                                                |                                                                            |
| SW 3rd & Harrison                   | NS 35, 36, 54, 56, 99                                                                                            | Lovejoy Fountain Park                                                      |
| (↑) SW 5th & Montgomery             | MAX NS 291 |                                                                            |
| (↓) PSU Urban Center                | MAX NS 8, 9, 17, 66, 291                                                                                         | Portlandi Állami Egyetem                                                   |
| (↑) SW 5th & Market                 | 1, 8, 12, 19, 44, 94, 99, 164, 177                                                                               | Oregoni Gépjármű-ügyi Hivatal, Szűz Mária Akadémiája, Keller Fountain Park |
| (↓) SW Park & Mill                  | 66 | Portland Recital Hall, South Park Blocks                                   |
| (↑) SW 11th & Clay                  | | Szent István Episzkopális Templom, The Old Church                          |
| (↓) SW 10th & Clay                  | | Az Utolsó Napok Szentjeinek Jézus Krisztus Egyháza Templom                 |
| (↑) SW 11th & Jefferson             | | Északnyugati Akadémia                                                      |
| (↓) Art Museum                      | | Portlandi Művészeti Múzeum                                                 |
| (↑) SW 11th & Taylor                | | Első Baptista Templom                                                      |
| (↓) Central Library                 | MAX | Multnomah megyei Központi Könyvtár                                         |
| (↑) SW 11th & Alder                 | 15, 51, Downtown Express                                                                                         |                                                                            |
| (↓) SW 10th & Alder                 | MAX | Everest Főiskola                                                           |
| (↑) NW 11th & Couch                 | | Portlandi Művészeti Intézet                                                |
| (↓) NW 10th & Couch                 | Downtown Express                                                                                                 |                                                                            |
| (↑) NW 11th & Glisan                | 77 | Thaiföldi Konzulátus                                                       |
| (↓) NW 10th & Glisan                | 77 |                                                                            |
| (↑) NW 11th & Johnson               | NS | Jamison Square                                                             |
| (↓) NW 10th & Johnson               | NS |                                                                            |
| (↑) NW 10th & Northrup              | | Tanner Springs Park                                                        |
| (↑) NW 11th & Marshall              | |                                                                            |

## Forgalom
A viszonylat üzemideje hétköznapokon 5:30-tól 22:30-ig, hétvégéken pedig 7:30-tól 22:30-ig tart. A követési idő hétköznapokon és szombaton 10 és 19 óra között 15, más időpontokban húsz perc. A végállomástól végállomásig utazás az A vonalon 58, a B-n pedig 59 percig tart.

### Utasszámok
2022 augusztusában az A vonal napi 1541, míg a B napi 1369 utast szállított; a Covid19-pandémia előtt az utasszám ezek duplája volt. A keleti hosszabbítás a megnyitása utáni két hétben napi 3200 utast szállított, amely 1700-zal kevesebb, mint a nyugati szakasz maximum utasszáma. Hat hónappal később az egymilliós becsült jegybevételnek csak az 55%-át érték el; ez a 8,9 milliós üzemeltetési költségeknek mindössze a 11%-át fedezte.
A szövetségi támogatások odaítéléséhez kapcsolódó becslés az első évre napi 8100 utast jósolt, egy másik előrejelzés viszont csak 3900-at. A szövetségi hatóság utasszámlálása szerint csak naponta 2500-an használták a vonalat, amit a tervezettnél jóval ritkább követési idő (12 helyett 18 perc), illetve a belvárosba ingázók számának túlbecsülésével indokoltak. 2017 februárjában a keleti szakaszon tíz százalékkal nőtt az utasszám, 2018 áprilisában pedig a két vonalat naponta 7424-en használták.

## Galéria

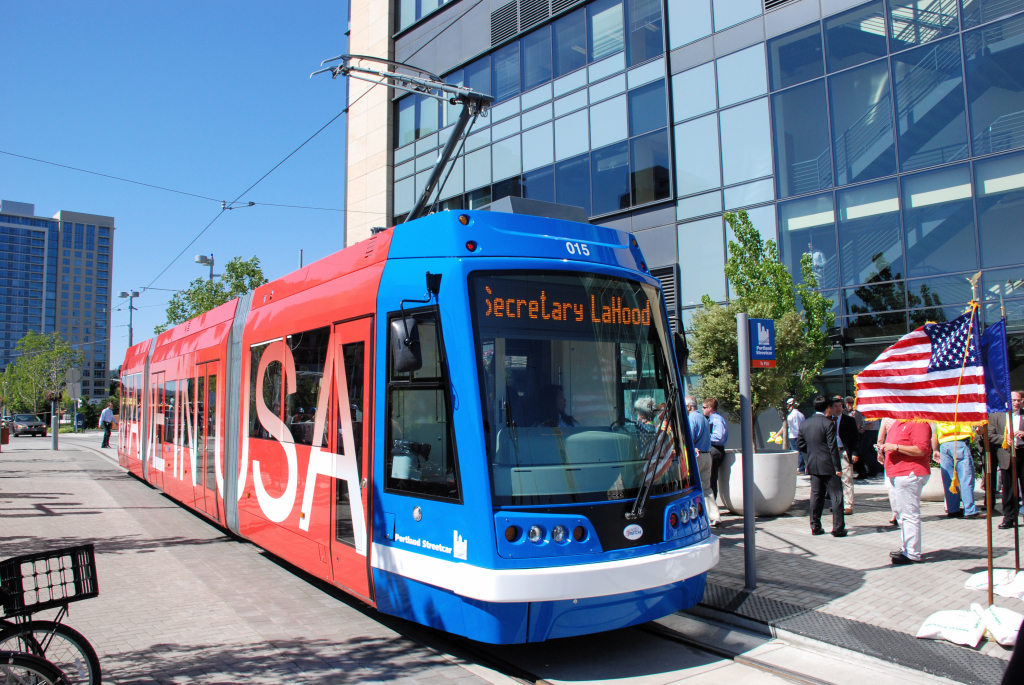
A United Streetcar 10T3-as prototípusának bemutatója 2009 júliusában
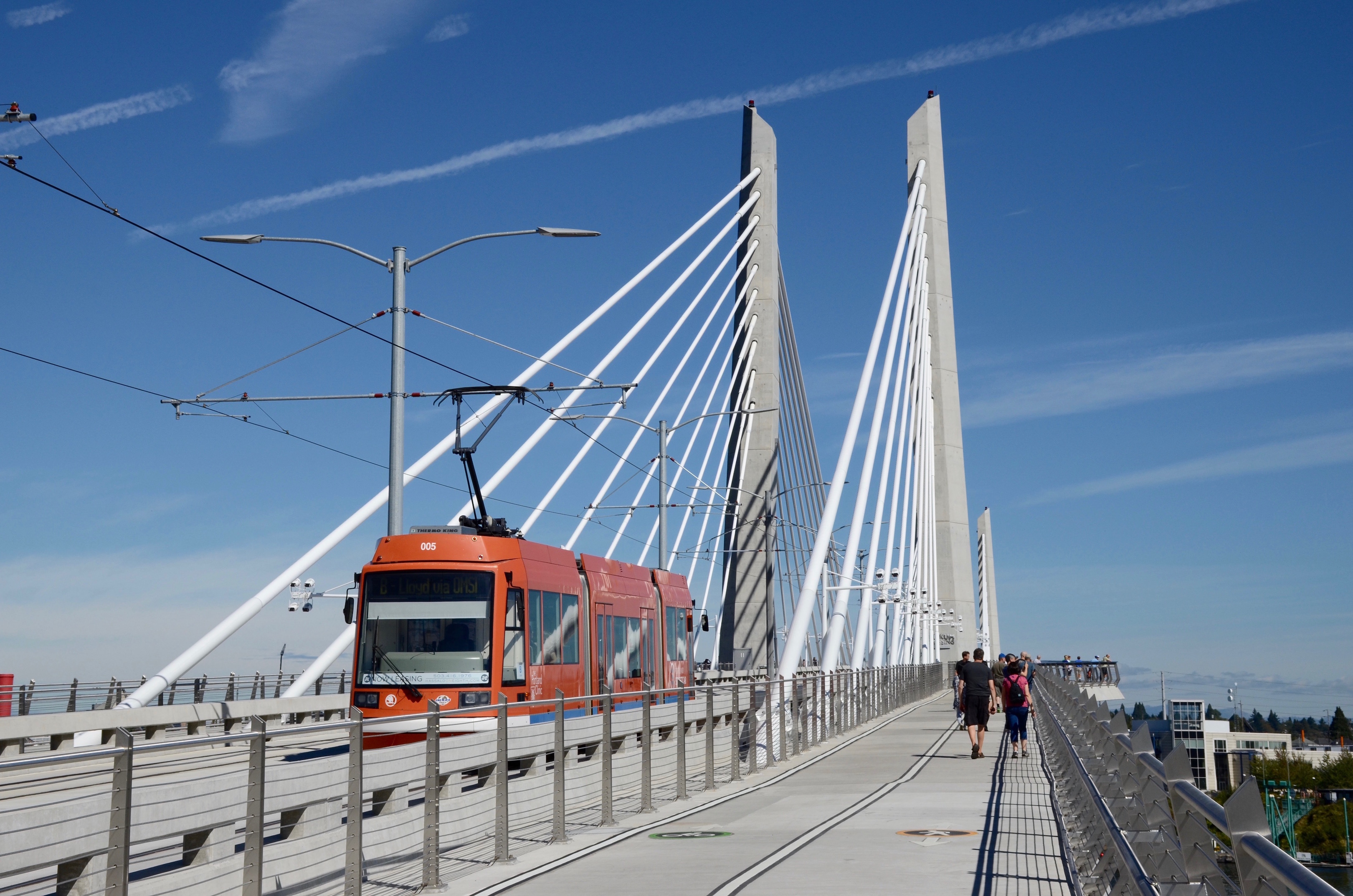
Villamos a Tilikum Crossingon 2015-ben
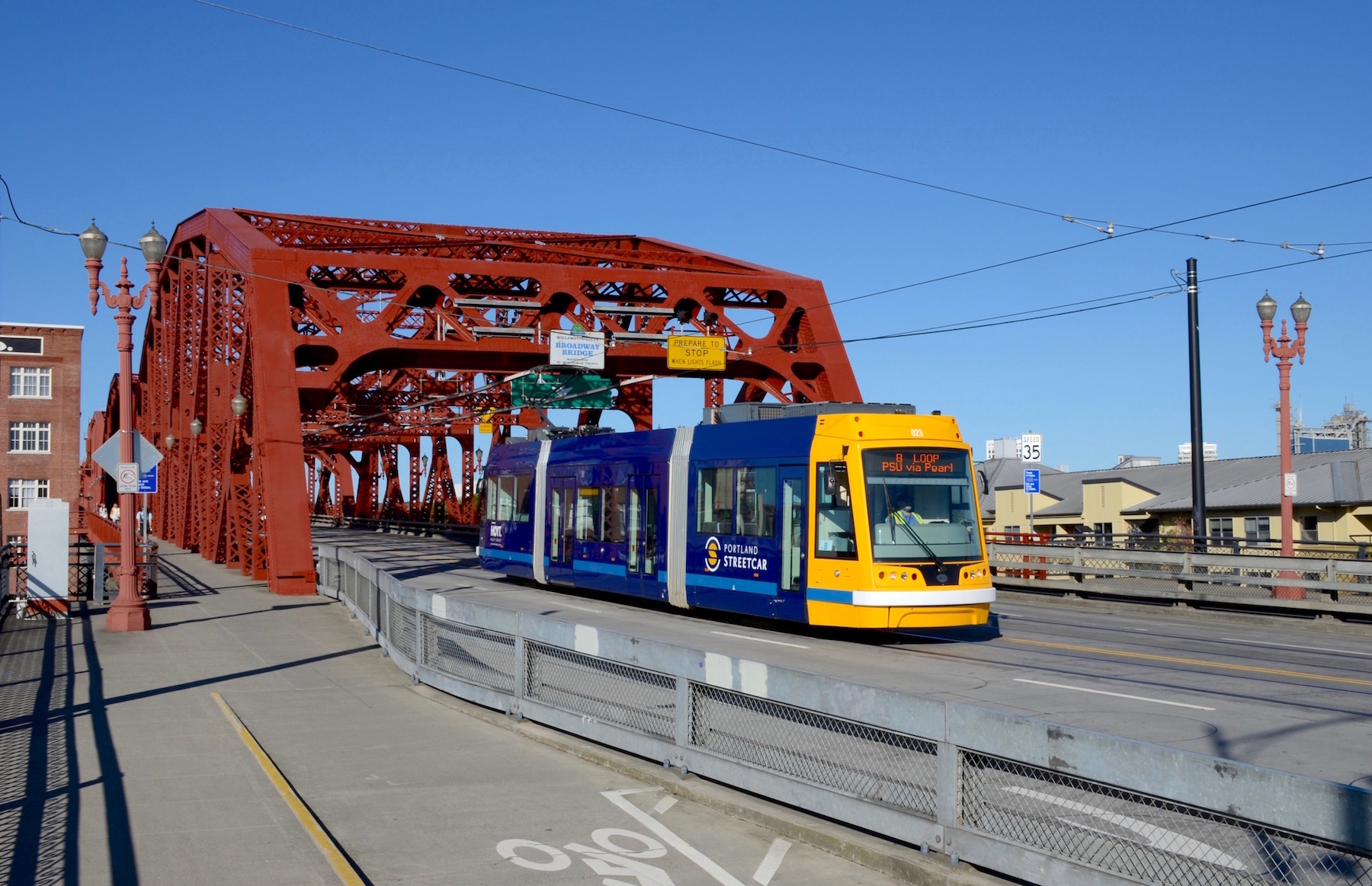
A 023-as kocsi a B vonalon, a Broadway hídon való átkelés közben 2016-ban
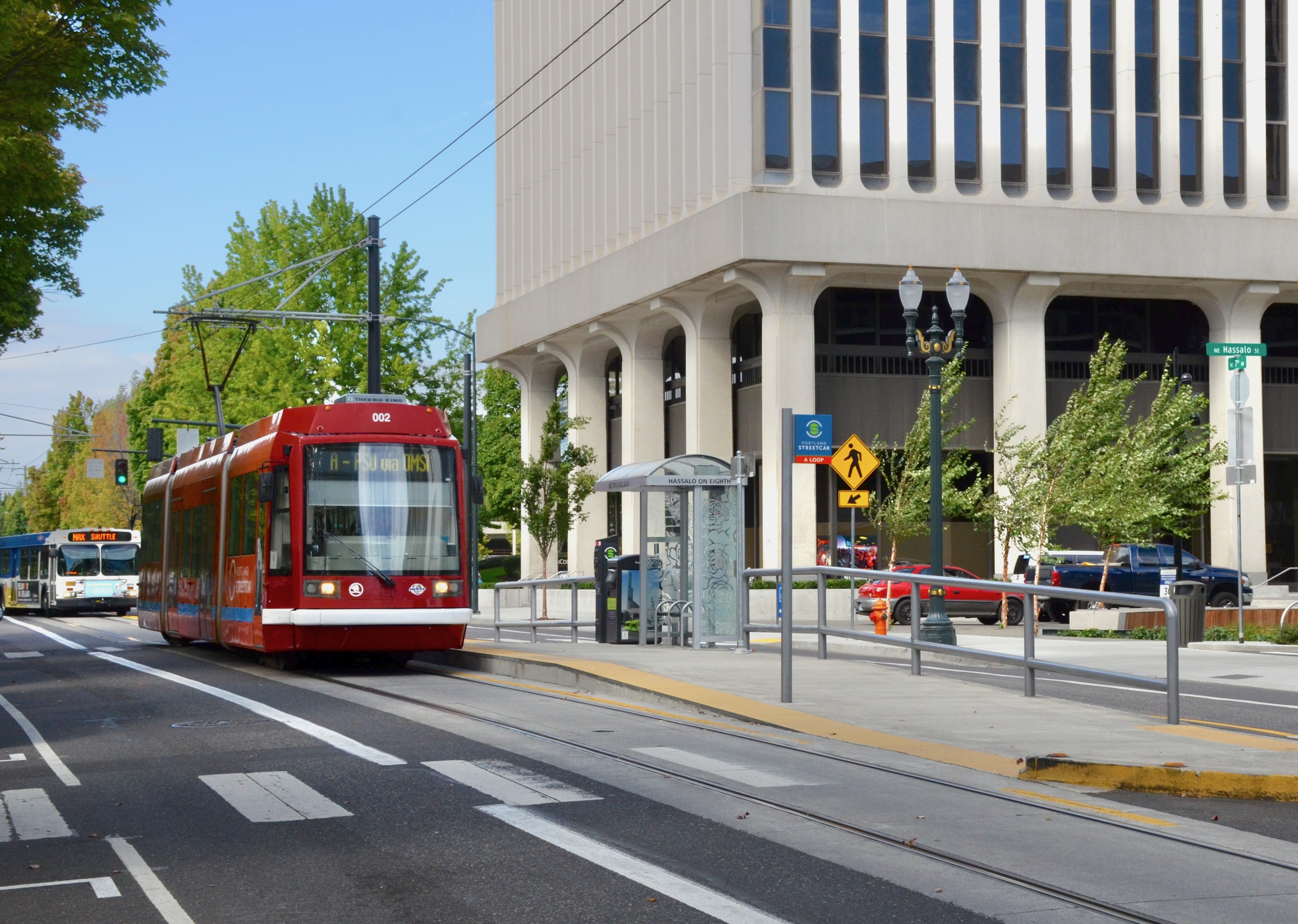
A 002-es pályaszámú kocsi NE 7th & Holladay megállóhelyen

## Fordítás
- Ez a szócikk részben vagy egészben  a   Loop Service (Portland Streetcar) című angol Wikipédia-szócikk ezen változatának fordításán alapul.  Az eredeti cikk szerkesztőit annak laptörténete sorolja fel. Ez a jelzés csupán a megfogalmazás eredetét és a szerzői jogokat jelzi, nem szolgál a cikkben szereplő információk forrásmegjelöléseként.